# Jón Daði Böðvarsson
Pour les articles homonymes, voir Böðvarsson.
Jón Daði Böðvarsson (Jon Dadi Bodvarsson) est un footballeur islandais, né le 25 mai 1992 à Selfoss. Il évolue au poste d'ailier droit à Burton Albion.

## Biographie

### En club
Jón Daði commence le football dans sa ville de naissance, Selfoss. Le club local, l'UMF Selfoss est un petit club naviguant fréquemment entre la première, la seconde division et la troisième division.
En 2009, il évolue en 1.deild, la D2 islandaise. C'est cette année que Jón Daði est lancé dans le grand bain du championnat puisqu'il dispute seize matchs et inscrit 1 but.
Aux côtés d'un autre jeune talentueux, Guðmundur Þórarinsson, il accroche dès cette première saison le titre de champion de seconde division.
L'UMF Selfoss est ainsi promu en Úrvalsdeild, mais vois son entraineur Gunnlaugur Jónsson partir au Valur Reykjavik. C'est Guðmundur Benediktsson qui est engagé pour le remplacer, et a la lourde tâche de maintenir le club dans l'élite.
Malgré le renfort de Viðar Örn Kjartansson à la pointe de l'attaque, la marche est trop haute pour les jeunes de Selfoss. Þórarinsson, Kjartansson et Böðvarsson sont talentueux mais trop tendres, et le club termine dernier de ce championnat 2010.
D'un point de vue personnel, Jón Daði joue 20 matchs, marque 3 buts et surtout, acquiert une place de titulaire qui le fait progresser.
La saison 2011 sera celle de la confirmation pour lui (ainsi que pour Viðar Kjartansson). 
Désormais coachés par Logi Ólafsson, les joueurs de l'UMF réalisent une belle saison et terminent à la deuxième place du championnat, grâce notamment aux 7 buts de Jón Daði et aux 16 de Viðar.
Ils gagnent ainsi le droit de remonter en première division, mais une fois de plus, la saison s'avèrera délicate. Malgré l'émergence de Ólafur Karl Finsen, Selfoss termine avant-dernier et continue à faire l'élastique.
À nouveau auteur de sept buts, Jón Daði est lui repéré par le club norvégien du Viking Stavanger, qui le recrute en janvier 2013.
Il vit néanmoins une première année norvégienne difficile, à la suite d'une période creuse qui l'envoie sur le banc de touche, et l'affecte mentalement. 
Il travaille spécifiquement cet aspect, et réalise une saison 2014 nettement meilleure. Canalisant son fort tempérament, il gagne en consistance régularité, ne manquant qu'un match de championnat, ce qui le propulse titulaire au sein de sa sélection.
En juillet 2015, il est révélé que Jon Dadi rejoindra gratuitement la  2. Bundesliga et le FC Kaiserslautern à la fin de son contrat avec le Viking.
Parallèlement au football, Jón Daði a mis en place un fonds de dotation, appelé Knattspyrna fyrir alla ("Football pour tous"), visant à aider les jeunes islandais à payer leurs équipements sportifs,.
Le 14 juillet 2017, il rejoint Reading.

### En sélection
Jón Daði représente l'Islande aux échelons moins de -19 ans et espoirs.
Il honora sa première sélection un jour de novembre 2012, lors d'un match amical face à Andorre. Mais sa vrai révélation au haut-niveau a lieu près de deux ans plus tard, tandis qu'il honore sa quatrième cape, au cours d'un match contre la Turquie comptant pour les éliminatoires de l'Euro 2016. Jón Daði, titulaire surprise, inscrit le premier but d'un match que l'Islande remportera 3-0. Surtout, il impressionne par sa maturité technique et son attitude de vieux briscard. Ayant séduit ses coachs, il est reconduit contre la Lettonie puis contre les Pays-Bas, où il délivre une nouvelle prestation solide. 
Il est par la suite sélectionné par l'entraîneur Lars Lagerback pour faire partie des 23 joueurs participant à l'Euro 2016. Lors du tournoi en France, il participe à la compétition avec son équipe nationale en inscrivant notamment un but face à l'Autriche lors du premier tour. Mais l'aventure s'arrête en quart de finale lorsque l'Islande perd contre l'équipe de France (2-5). Il fait partie de la liste des 23 joueurs islandais sélectionnés pour disputer la Coupe du monde 2018 en Russie. Il y jouera un des trois matchs de poules face à l'Argentine, le Nigeria et la Croatie. Les Islandais sont éliminés dès la phase de groupes. 

## Palmarès
- UMF Selfoss
  - Deuxième division islandaise en 2009

## Statistiques
| Saison                | Club                  | Championnat           | Championnat | Championnat | Coupe(s) nationale(s) | Coupe(s) nationale(s) | Compétition(s) continentale(s) | Compétition(s) continentale(s) | Compétition(s) continentale(s) | Islande | Islande | Total | Total |
| Saison                | Club                  | Division              | M.          | B.          | M.                    | B.                    | Comp.                          | M.                             | B.                             | M.      | B.      | M.    | B.    |
| 2008                  | UMF Selfoss           | 1. deild              | -           | -           | 1                     | 0                     | -                              | -                              | -                              | -       | -       | 1     | 0     |
| 2009                  | UMF Selfoss           | 1. deild              | 16          | 1           | 2                     | 0                     | -                              | -                              | -                              | -       | -       | 18    | 1     |
| 2010                  | UMF Selfoss           | Úrvalsdeild           | 21          | 3           | 1                     | 0                     | -                              | -                              | -                              | -       | -       | 22    | 3     |
| 2011                  | UMF Selfoss           | 1. deild              | 21          | 7           | 2                     | 0                     | -                              | -                              | -                              | -       | -       | 23    | 7     |
| 2012                  | UMF Selfoss           | Úrvalsdeild           | 22          | 7           | 3                     | 1                     | -                              | -                              | -                              | 1       | 0       | 26    | 8     |
| Sous-total            | Sous-total            | Sous-total            | 80          | 18          | 9                     | 1                     | -                              | 0                              | 0                              | 1       | 0       | 90    | 19    |
| 2013                  | Viking Stavanger      | Tippeligaen           | 23          | 1           | -                     | -                     | -                              | -                              | -                              | -       | -       | 23    | 1     |
| 2014                  | Viking Stavanger      | Tippeligaen           | 29          | 5           | 3                     | 1                     | -                              | -                              | -                              | 7       | 1       | 39    | 7     |
| 2015                  | Viking Stavanger      | Tippeligaen           | 18          | 8           | 3                     | 2                     | -                              | -                              | -                              | 4       | 0       | 25    | 10    |
| Sous-total            | Sous-total            | Sous-total            | 76          | 14          | 6                     | 3                     | -                              | 0                              | 0                              | 11      | 1       | 93    | 18    |
| Total sur la carrière | Total sur la carrière | Total sur la carrière | 150         | 32          | 15                    | 4                     | -                              | 0                              | 0                              | 12      | 1       | 177   | 37    |